# Юбе-Серр-Понсон
Юбе-Серр-Понсон (фр. Ubaye-Serre-Ponçon) — муніципалітет у Франції, у регіоні Прованс-Альпи-Лазурний берег, департамент Альпи Верхнього Провансу. Юбе-Серр-Понсон утворено 1-1-2017 шляхом злиття муніципалітетів Ла-Бреоль i Сен-Венсан-ле-Фор. Адміністративним центром муніципалітету є Ла-Бреоль. Населення — 788 осіб (01.01.2021).